# LOV
LOV, do inglês "List of Value" (Lista de valores) é uma lista exclusiva que fornece opções de valores ao usuário e, em seguida popula um campo de registro de uma base de dados.Em geral se apresentaa em formato de pop-up ou combo-box.